# Jindřich Orátor
Jindřich Orátor, též Orator (28. června 1842 Lažánky – 7. ledna 1915 Lažánky), byl rakouský politik české národnosti z Moravy; poslanec Moravského zemského sněmu.

## Biografie

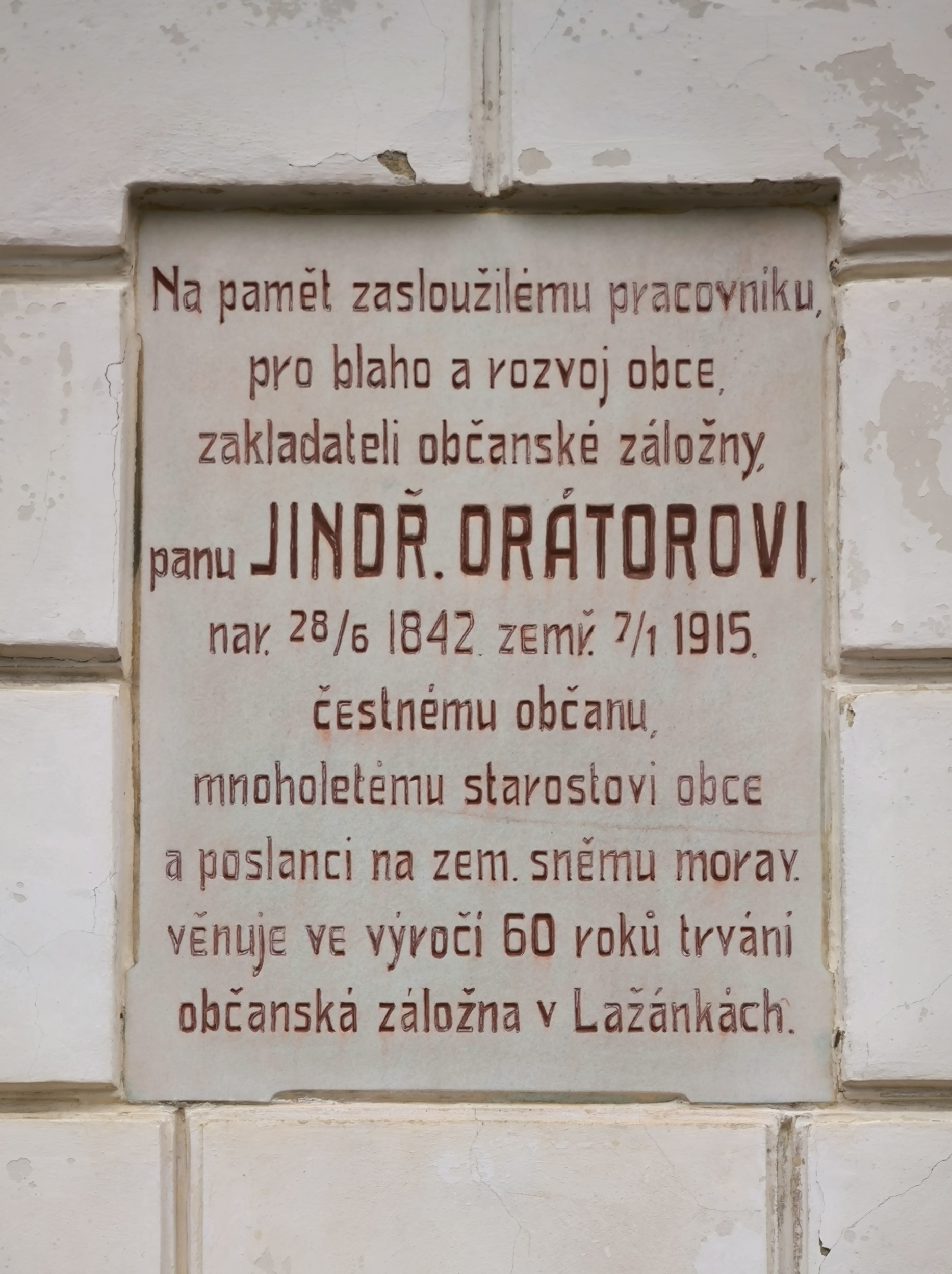
Pamětní deska Jindřicha Orátora na lažánecké restauraci

Pocházel z rodu Oratorů z Lažánek, kteří vlastnili hostinec čp. 41. Jindřich Orátor byl dlouholetým starostou Lažánek, zakladatelem místní občanské záložny a čestným občanem.
V 70. letech se zapojil i do vysoké politiky. V zemských volbách roku 1878 byl zvolen na Moravský zemský sněm, kde zastupoval kurii venkovských obcí, obvod Tišnov. Mandát zde obhájil v zemských volbách roku 1884.
V roce 1878 je řazen mezi federalistické poslance. Porazil tehdy ovšem oficiálního kandidáta českého volebního výboru Emila Zelinku. Byl tehdy uváděn jako rolník a starosta a ačkoliv byl národně česky orientován, nepatřil oficiálně k Moravské národní straně (staročeské). Orátor na počátku své politické dráhy představoval typ samostatného rolnického poslance, který předznamenával pozdější agrární hnutí. Kandidoval coby nezávislý český kandidát i ve volbách do Říšské rady roku 1879. Do vídeňského parlamentu zvolen nebyl, ale v regionu Tišnova získal nezanedbatelný počet hlasů na úkor oficiálního českého kandidáta Aloise Pražáka, za což byl v části českého tisku kritizován. Orátor se profiloval jako obhájce zájmů rolnictva, na sněmu předkládal zejména praktické návrhy týkající se života venkovských obyvatel. Postupně se ale podřizoval vedení Moravské národní strany. Před volbami do Říšské rady roku 1885 oznámil, že nebude samostatně kandidovat. V zemských volbách roku 1884 již na sněm kandidoval coby oficiální kandidát Moravské národní strany. V zemských volbách roku 1890 usiloval také o kandidaturu, ale představitelé rolníků z regionu Tišnovska již tentokrát Orátora nepodpořili a na sněm byl místo něj zvolen František Beneš.
Jeho synem byl Eduard Orátor, který působil jako starosta Kuřimi.